# Andre Hajdu
Andre Hajdu (em hebraico:  אנדרה היידו; 5 de março de 1932 – 1 de agosto de 2016) foi um compositor e etnomusicólogo israelense. 
Em 1997, foi premiado com o Prêmio Israel por sua contribuição à música.
Morreu em 1 de agosto de 2016, aos 84 anos. 